# Thaiphantes
Thaiphantes là một chi nhện trong họ Linyphiidae.